# 창선군
창선군 이근생(昌善君 李根生, ? ~ 1471년)은 조선의 왕족 종실이다.

## 생애
의안대군 이화의 손자이며 순천군의 차남이다. 1407년 창선군(昌善君)에 책봉되었으며, 이후 태종부터 성종까지 7명의 임금을 섬겼다. 1468년 7월에 창신교위(彰信校尉)를 거쳐 행 호분위 중부사정(行 虎賁衛 中部司正)에 봉록되었으며, 1471년에 신장풍으로 별세하였다.

## 같이 보기
- 풍안군 (사촌 형제)